# Hôtel des Invalides

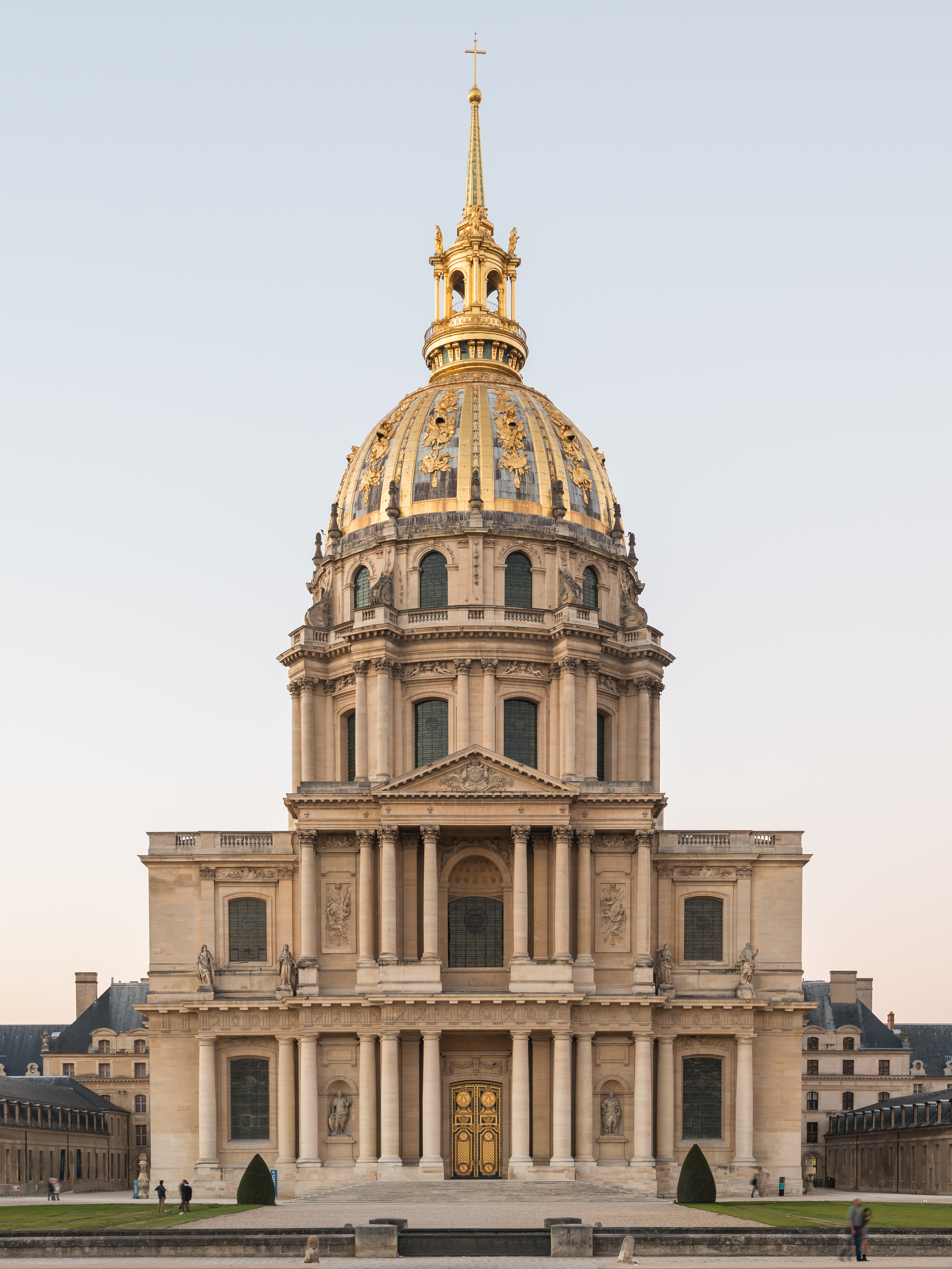
Dôme des Invalides gezien vanaf de zuidzijde

Het Hôtel National des Invalides is gelegen in het 7e arrondissement van Parijs. Het werd in 1671 opgericht door Lodewijk XIV.
Les Invalides diende als onderkomen voor oud-soldaten die hulpbehoevend waren geraakt door hun dienst in het Franse leger. De architect was Libéral Bruant. Vanaf de Pont Alexandre III leidt een reusachtige esplanade van 500 meter lang en 250 meter breed naar het Hôtel National des Invalides, dat de Cathédrale de Saint-Louis-des-Invalides en de Dôme des Invalides omvat. Tevens bestaat Les Invalides uit het Musée de l'Armée, het Musée des Plans-Reliefs en het Musée de l'Ordre de la Libération.
Tijdens de Olympische Spelen en Paralympische Spelen van 2024 vond op het plein voor het Hôtel des Invalides het boogschieten plaats.

## Het gebouw
Tot de tijd van Lodewijk XIV bestond er geen instelling die onderdak bood aan invalide soldaten; in 1671 besloot Lodewijk XIV tot de bouw van een groot opvangcentrum voor zijn oorlogsveteranen. De leiding over de werkzaamheden werd toevertrouwd aan de architect Libéral Bruant en in 1674 namen de eerste soldaten hun intrek in het gebouw. In 1677 werd begonnen met de bouw van de kerk, die in 1706 onder leiding van Jules Hardouin-Mansart werd voltooid. Het kerkgebouw werd in 1783 door glas in twee kerken opgedeeld. Hoewel één gebouw vormt het sedertdien twee kerken; het schip is de soldatenkerk, terwijl het priesterkoor de koepelkerk wordt genoemd (respectievelijk de Cathédrale de Saint-Louis-des-Invalides en de Église de Dôme).

## Het leven van de Invalides
Het Hôtel des Invalides is een soort stad in het klein, met eigen militaire en godsdienstige regels. Aan het einde van de 17e eeuw bood het complex onderdak aan zo'n 4000 militairen. Ze waren verdeeld in compagnieën, stonden onder leiding van officieren en werkten in de schoenmakerij, de tapijtfabriek of de boekverluchting.
Tegenwoordig zet het ziekenhuis, het Institution Nationale des Invalides, zijn oorspronkelijke roeping voort.

## Dôme des Invalides

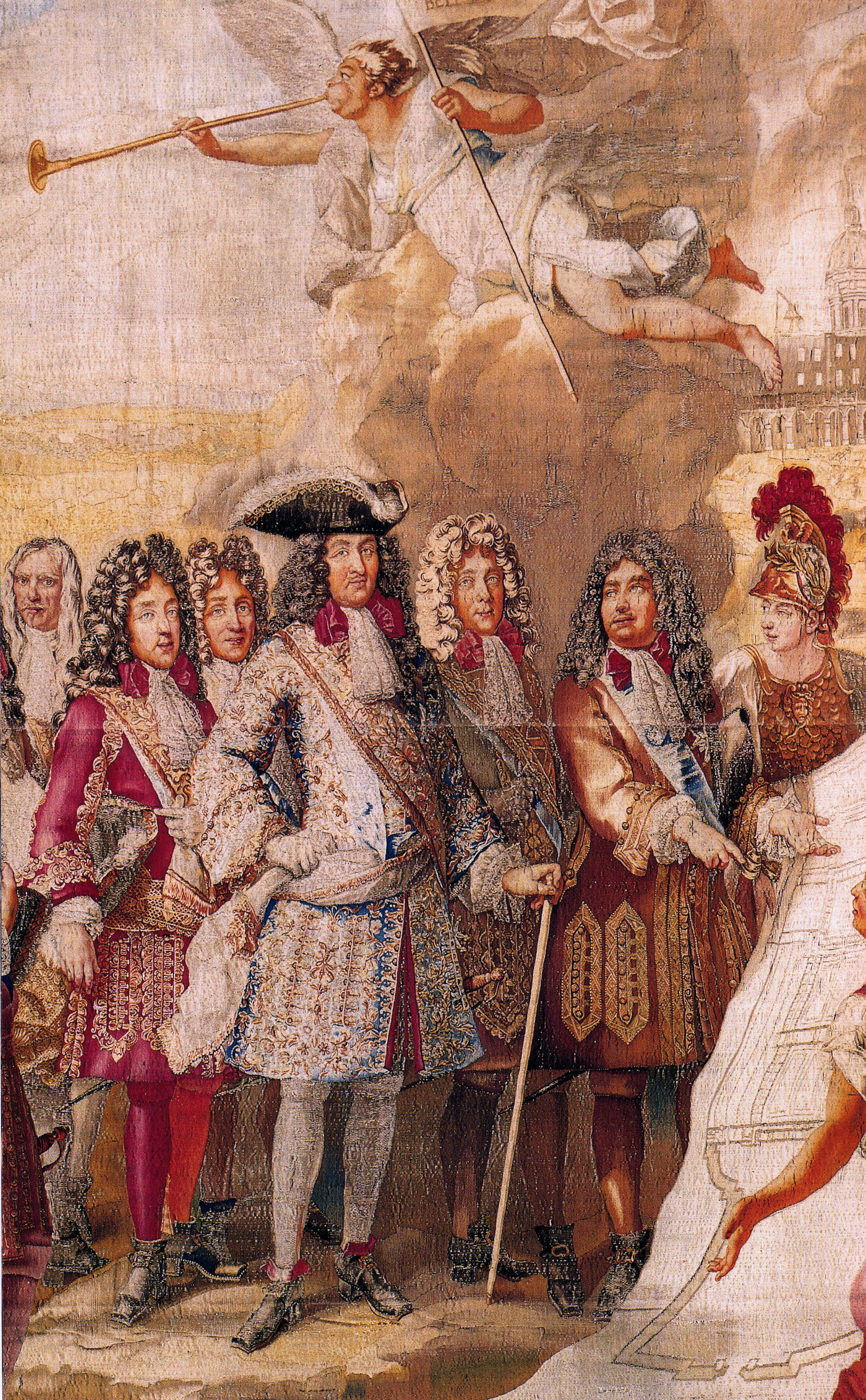
Lodewijk XIV en de stichting van het Hôtel des Invalides

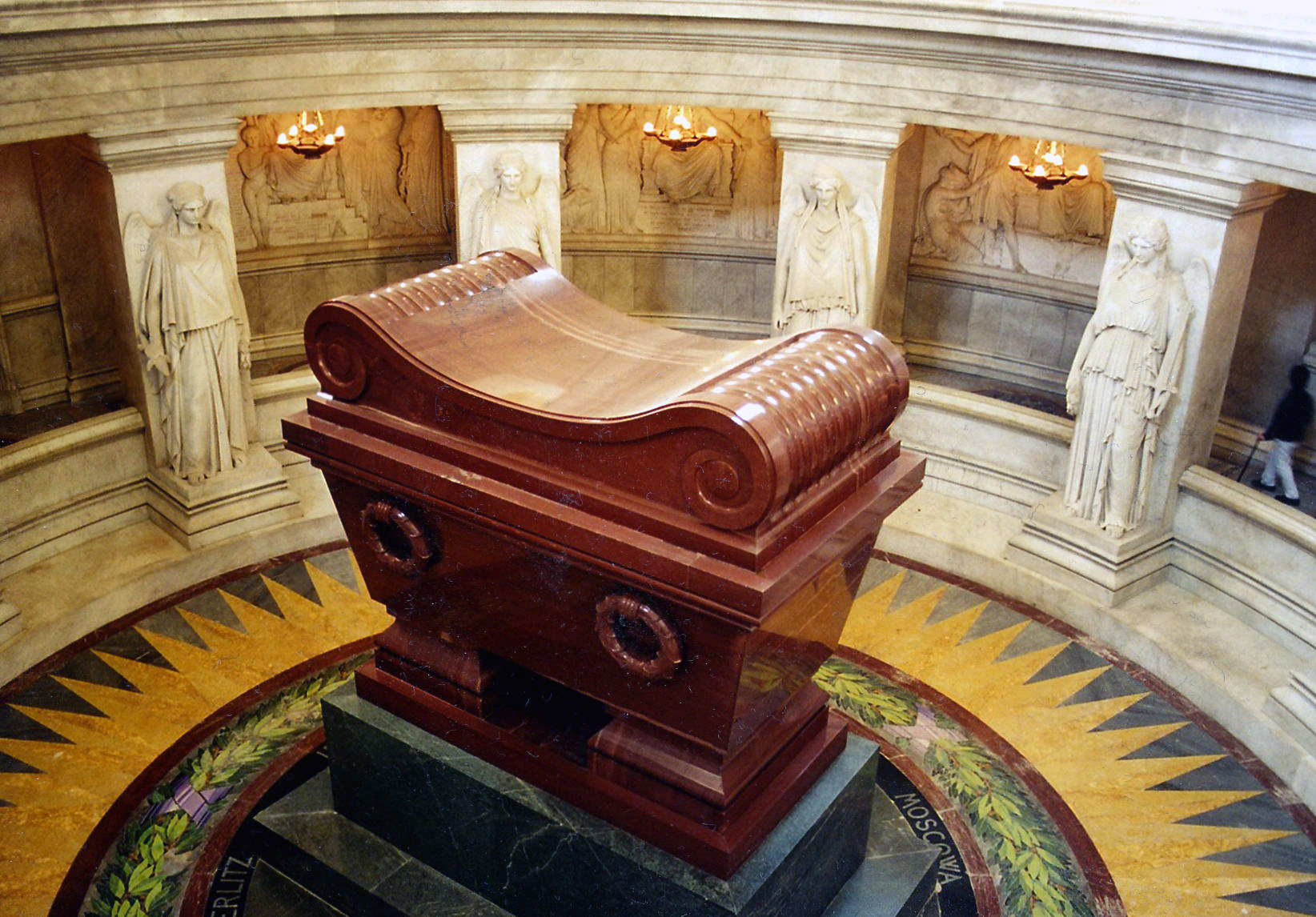
Praalgraf van Napoleon Bonaparte

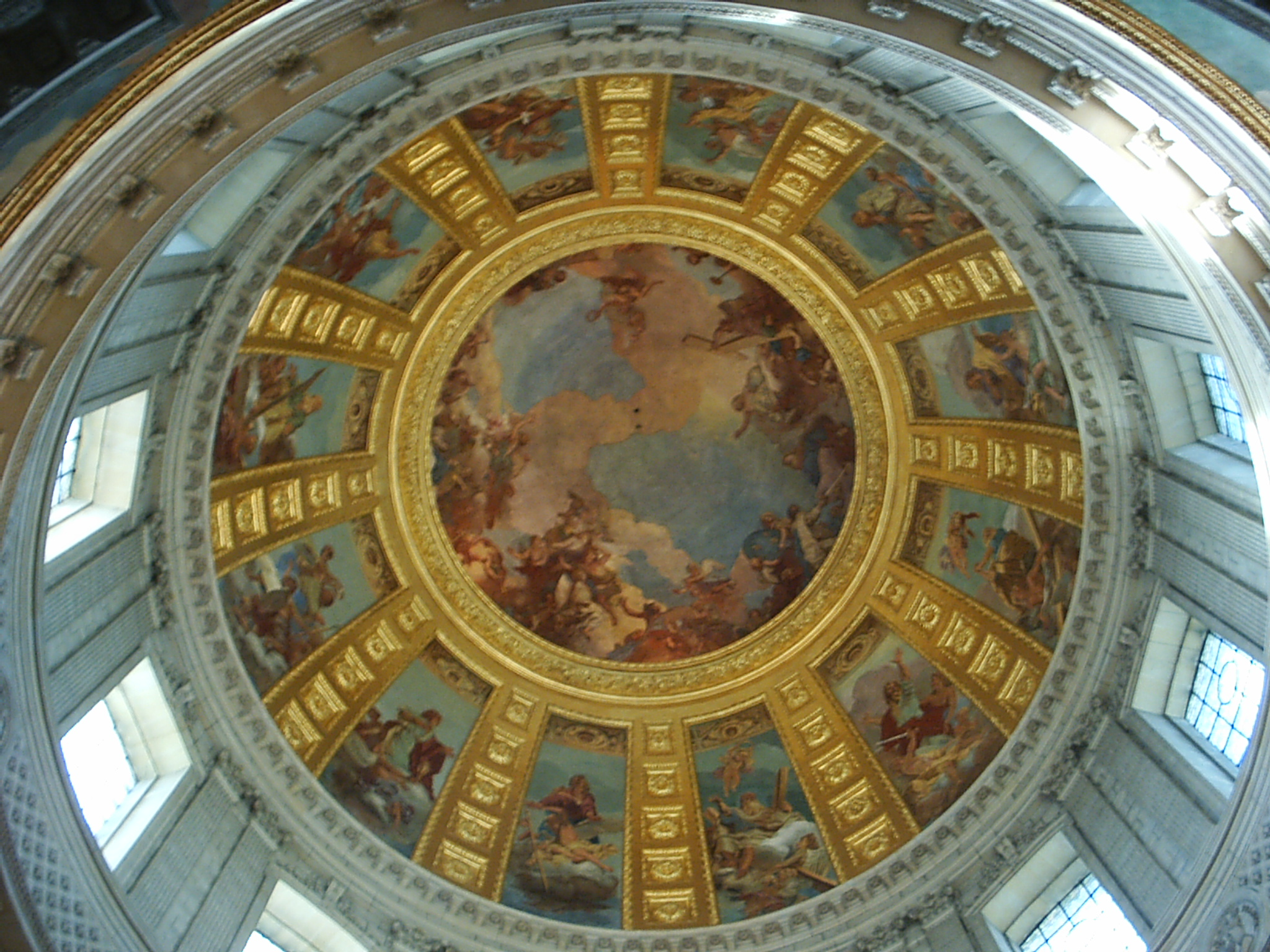
De binnenkant van de koepel

De Dôme des Invalides bestaat uit een koepelkerk met een vergulde koepel. Onder leiding van architect Jules Hardouin-Mansart werd begonnen met de bouw van de kerk. De top van de lantaarn ligt 107 meter boven de grond. In 1989 werden de koepel en de versieringen opnieuw verguld. Daarvoor was 12 kilo goud nodig. Het grote fresco onder de koepel, gemaakt door Charles de La Fosse, werd onlangs gerestaureerd. Naast de tombe van Napoleon Bonaparte zijn er ook graven van beroemde militairen als Turenne, Vauban, Foch, Lyautey, de maarschalken Bertrand en Duroc en verwanten van de keizer, zijn zoon Napoleon II (de Koning van Rome) en zijn broers Jérôme en Joseph.

### Het praalgraf van Napoleon
Koning Louis-Philippe van Frankrijk zorgde er in 1840 voor dat het stoffelijk overschot van Napoleon van Sint-Helena naar Parijs terugkeerde. Op 15 december 1840 werd voor de overleden keizer een staatsbegrafenis gehouden, waarna Napoleon zijn laatste rustplaats in de kelder onder de gouden koepel vond. Beeldhouwer Louis Visconti kreeg de opdracht om een praalgraf te maken.
Het graf staat in een soort van ondiepe put. Dit heeft als resultaat dat ieder die naar het graf van Napoleon wil kijken nog steeds voor hem moet buigen. Er kan ook naar de onderste ring van de 'put' worden gelopen. Daardoor kijkt men tegen hem op. In 1861 werd Napoleons stoffelijk overschot in Visconti's praalgraf geplaatst. Het rust in vijf verschillende kisten (een van blik, een van mahonie, twee van lood en een van ebbenhout) geplaatst in een sarcofaag van rood kwartsiet (en geen porfier, zoals vaak wordt beweerd) rustend op een sokkel van groen graniet. Het materiaal werd betrokken uit een steengroeve in Finland. Zijn militaire werk wordt vertegenwoordigd door de "Overwinningen" rondom de crypte met in de vloer gegraveerde namen: Austerlitz, Jena, Marengo.
Zijn civiele werk wordt aangegeven in de tien bas-reliëfs van Pierre-Charles Simart op de muren van de crypte (pacificatie van de natie, bestuurlijke centralisering, Raad van State, wetboek, concordaat, keizerlijke universiteit, rekenkamer, wetboek van handel en nijverheid, grote werken, legioen van eer).
Onder het standbeeld van de keizer rust zijn zoon Napoleon II, ook wel l'Aiglon (het adelaarsjong) genoemd.

## Cathédrale de Saint-Louis-des-Invalides
De Cathédrale de Saint-Louis-des-Invalides of Soldatenkathedraal komt uit op de Cour d'Honneur en is een voorbeeld van klassieke architectuur. Aan de kroonlijsten hangen een reeks vlaggen, veroverd op de vijand bij veldtochten in de 19e en de 20e eeuw. Het opmerkelijke orgelbuffet dateert uit 1679. Als kerk van het Franse militaire episcopaat heeft zij de rang van kathedrale kerk.

## Legermuseum
In het legermuseum (Musée de l'Armée) zijn de volgende tentoonstellingen:
Van Lodewijk XIV tot Napoleon III
Over de geschiedenis van het leger, veldslagen en napoleontische herinneringen, in verschillende zalen zoals de:
Vaubanzaal
Deze zaal biedt een panorama van de Franse bereden troepen van 1803 tot 1939 en een overzicht van de reglementaire troepenwapens (blanke wapens en vuurwapens) in gebruik in het Franse leger vanaf 1680 tot op heden.
Monarchiezalen
Deze zalen tonen de ontwikkeling van de legers vanaf de Dertigjarige Oorlog tot het einde van de regering van Lodewijk XVI van Frankrijk. Behalve de specifieke wapens van het Huis des Konings en enkele persoonlijke voorwerpen van de koning zijn hier de wapens en uitrustingen van de Franse legers tentoongesteld. De bezoeker kan hier de ontwikkeling volgen van het uniform in de koninklijke legers vanaf het eind van de 17e eeuw.
Revolutie- en Empirezalen
De jaren 1789-1815 komen in een twintigtal zalen aan bod. Er wordt vooral aandacht besteed aan de Italiaanse en Egyptische veldtochten (waarbij de toekomstige rol van Napoleon gestalte krijgt), aan de persoonlijke voorwerpen van de keizer (steek en geklede jas) en aan de nagebouwde veldtent in de Boulognezaal. Vervolgens ziet men herinneringen aan l'Aiglon, de keizerlijke maarschalken en de Keizerlijke Garde. De in het centrum van de Restauratiezaal nagebouwde Longwoodsterfkamer besluit de napoleontische periode.
Bugeaudzaal
Hier wordt aandacht besteed aan de Vaderlandse en Afrikaanse legers tijdens de Julimonarchie.
Chanzy- en Pelissierzaal
Deze zijn gewijd aan het Tweede Keizerrijk. Te zien zijn de Krimoorlog, de Italiaanse veldtocht, de Chinese en Mexicaanse expedities en de Frans-Pruisische Oorlog van 1870-1871.
De Tweede Wereldoorlog
Deze nieuwe zalen, opengesteld in het jaar 2000, presenteren het conflict van de Tweede Wereldoorlog in zijn nationale en internationale dimensies.
De bezoeker krijgt inzicht in het verloop van de oorlog in Frankrijk, vanaf 1940 tot de bevrijding van 1944 met de Vichyregering, het verzet, het herstel van het Franse leger met de Italiaanse veldtocht en de landingen in Normandië en de Provence. De bevelhebbers Leclerc, Koenig, Juin en de Lattre de Tassigny worden belicht en de dominerende persoonlijkheid van generaal De Gaulle krijgt alle aandacht. De oorlog wordt getoond met de oorlogshandelingen in Afrika, Rusland en Azië. Van 1945 worden de deportatie, de val van Duitsland en de capitulatie van Japan getoond.
Het museum is dagelijks geopend van 10.00 tot 18.00 uur.

## Afbeeldingen

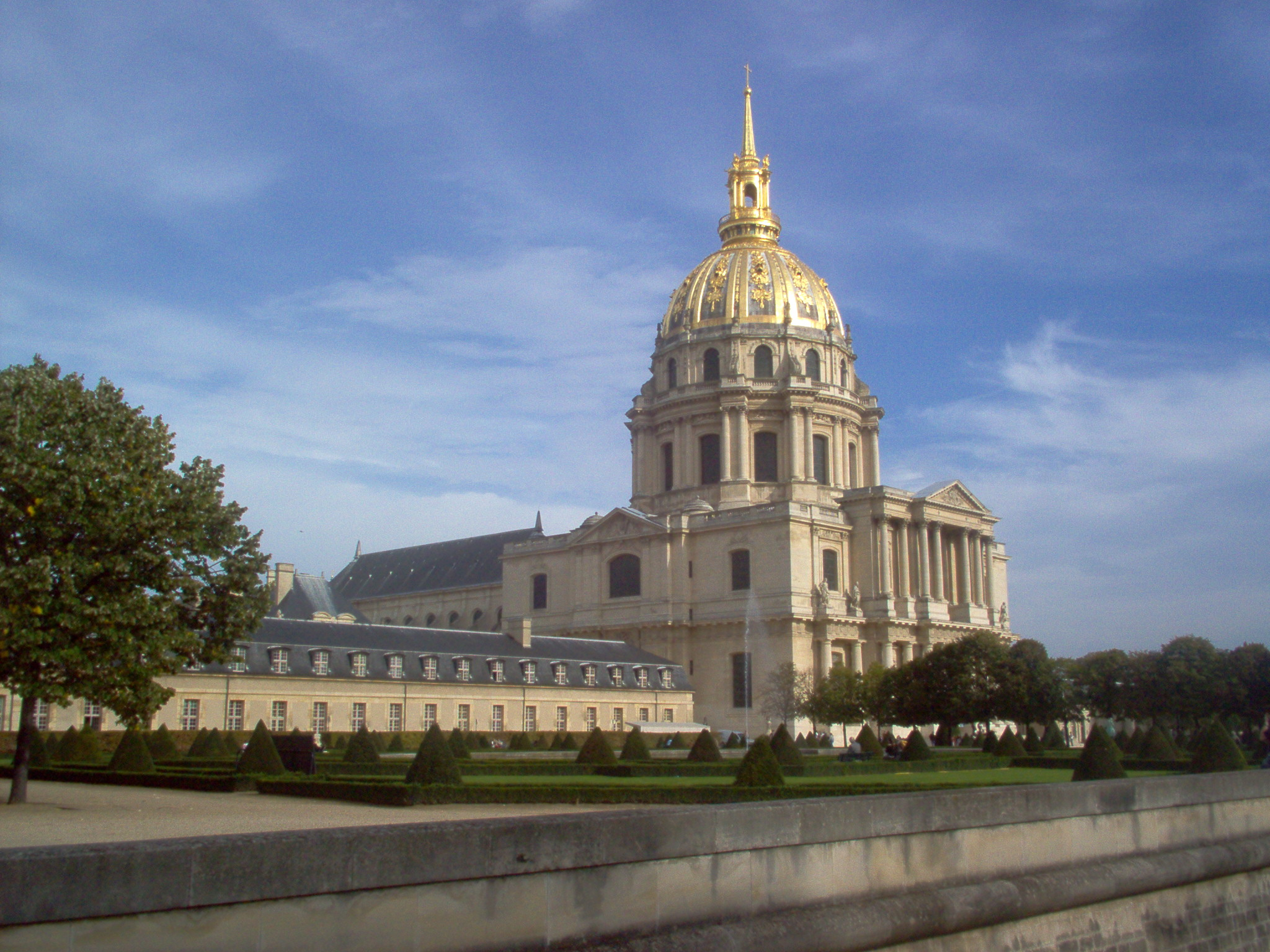
Dôme des Invalides
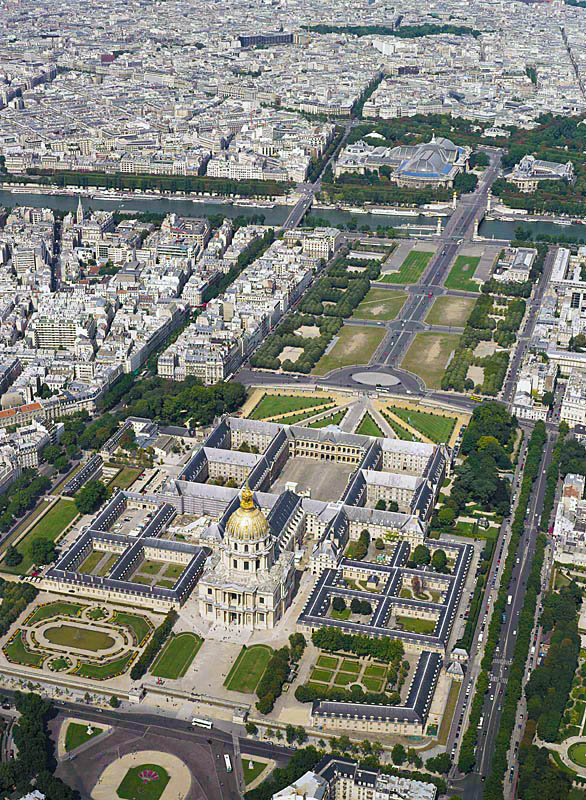
Vanuit de lucht
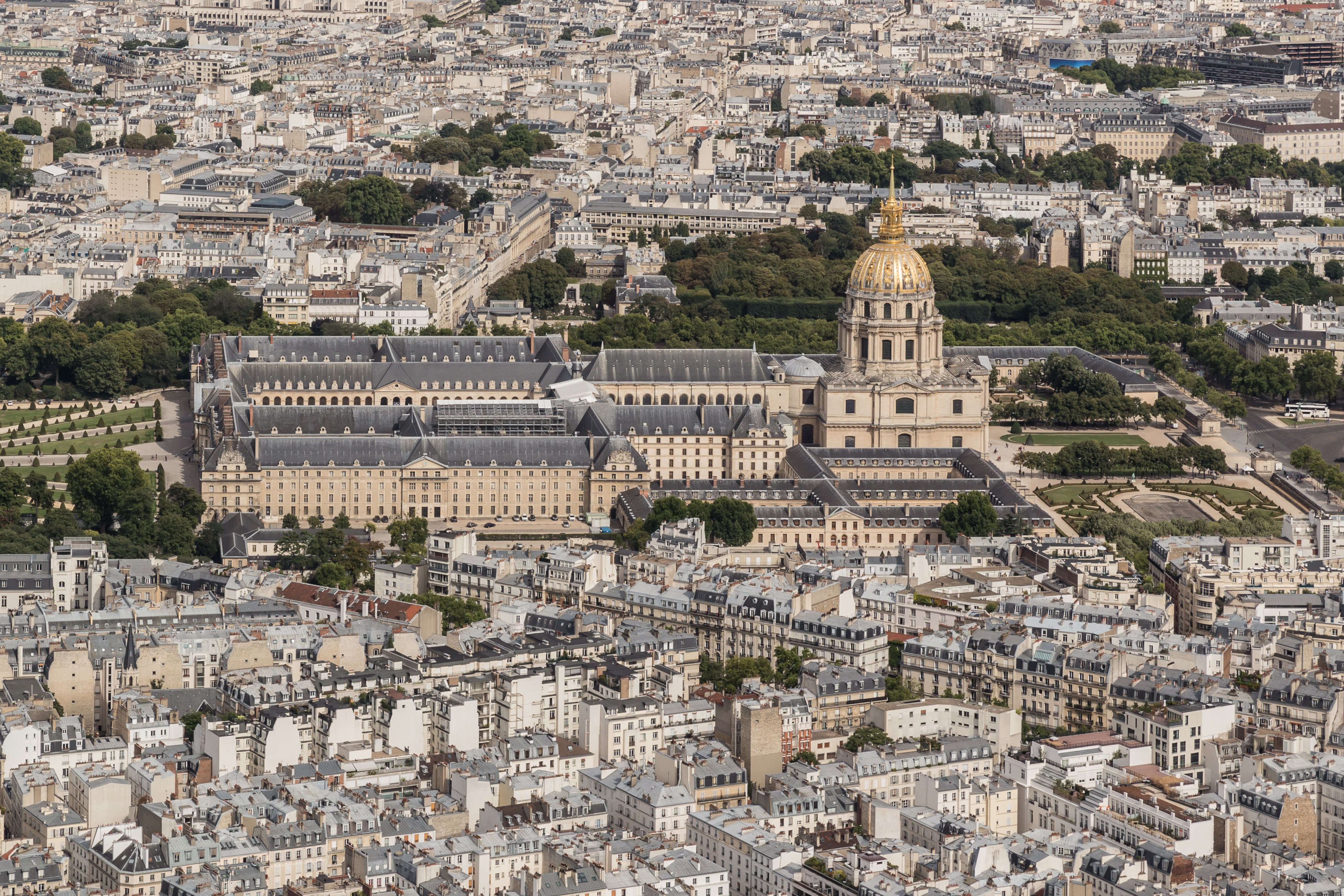
Gezien vanaf de Eiffeltoren
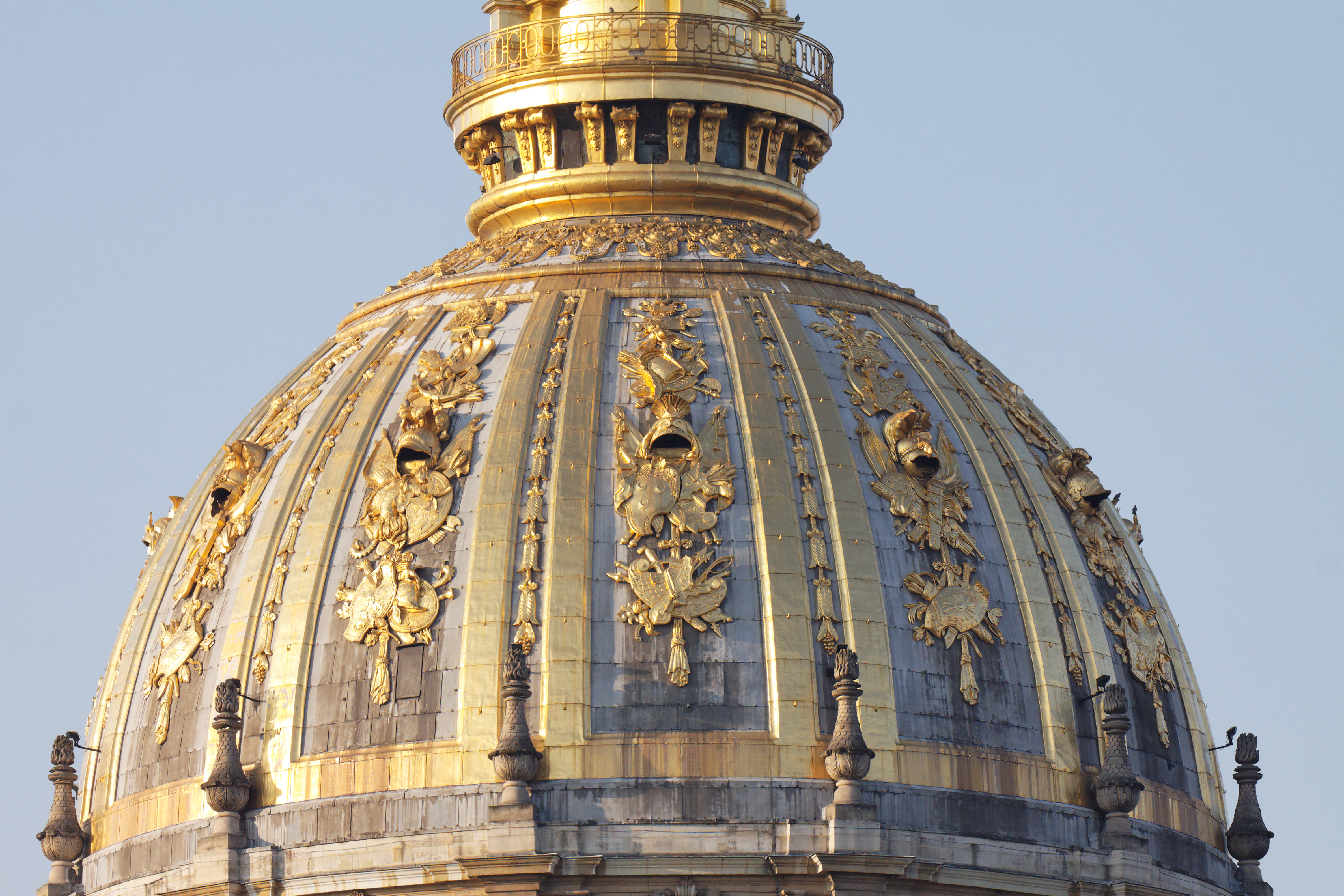
De Dôme (koepel)